# 뇌봉탑

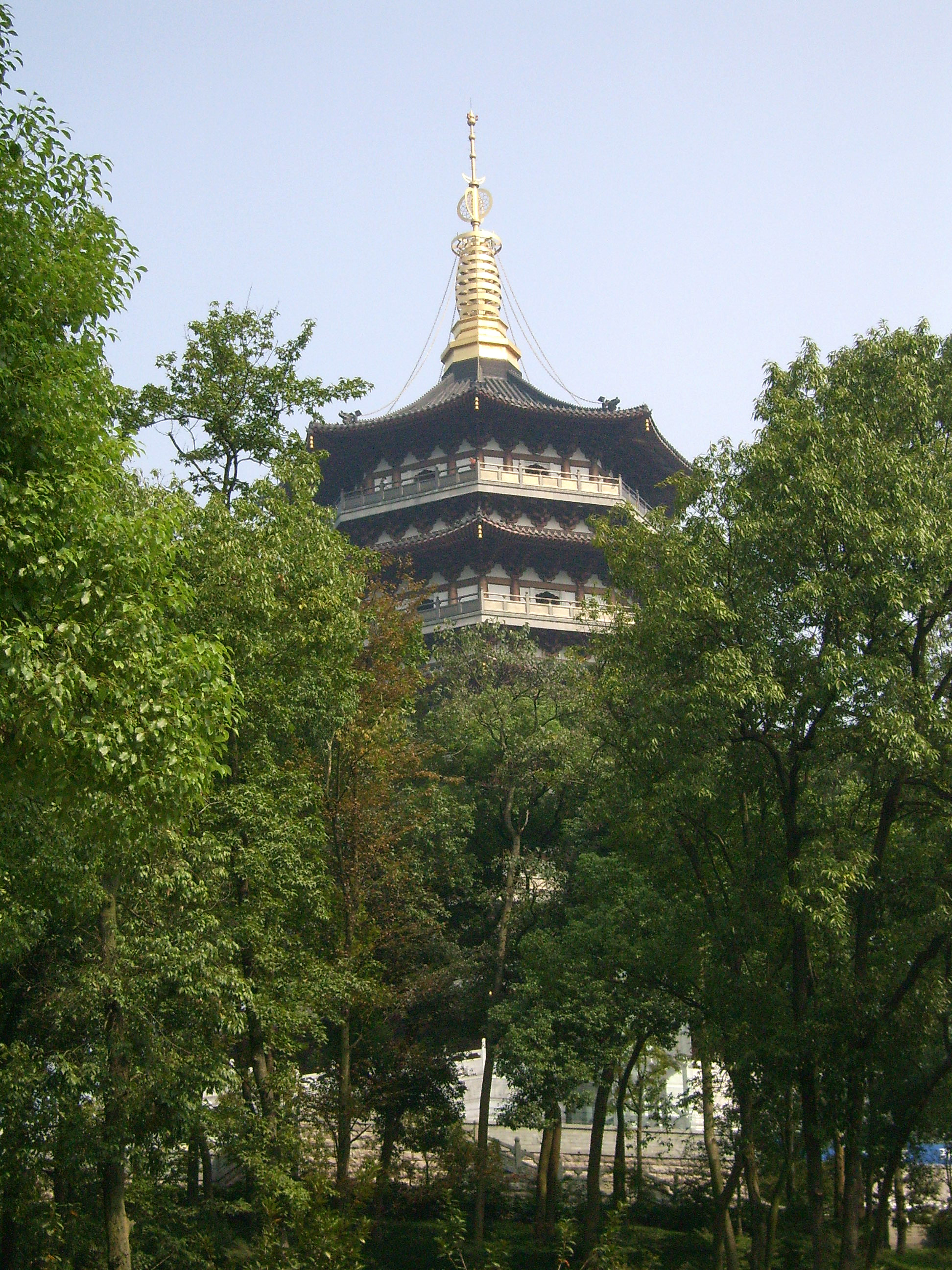

뇌봉탑(雷峰塔)은 중화인민공화국 항저우 서호에 위치하고 있는 탑을 말하며, 건립 연도는 기원 후 977년이다. 이 탑은 중국의 영화 감독인 서극의 영화 청사의 소재 백사전의 전설이 깃든 것으로 널리 알려져 있다.